# Diocesi di Comana di Armenia

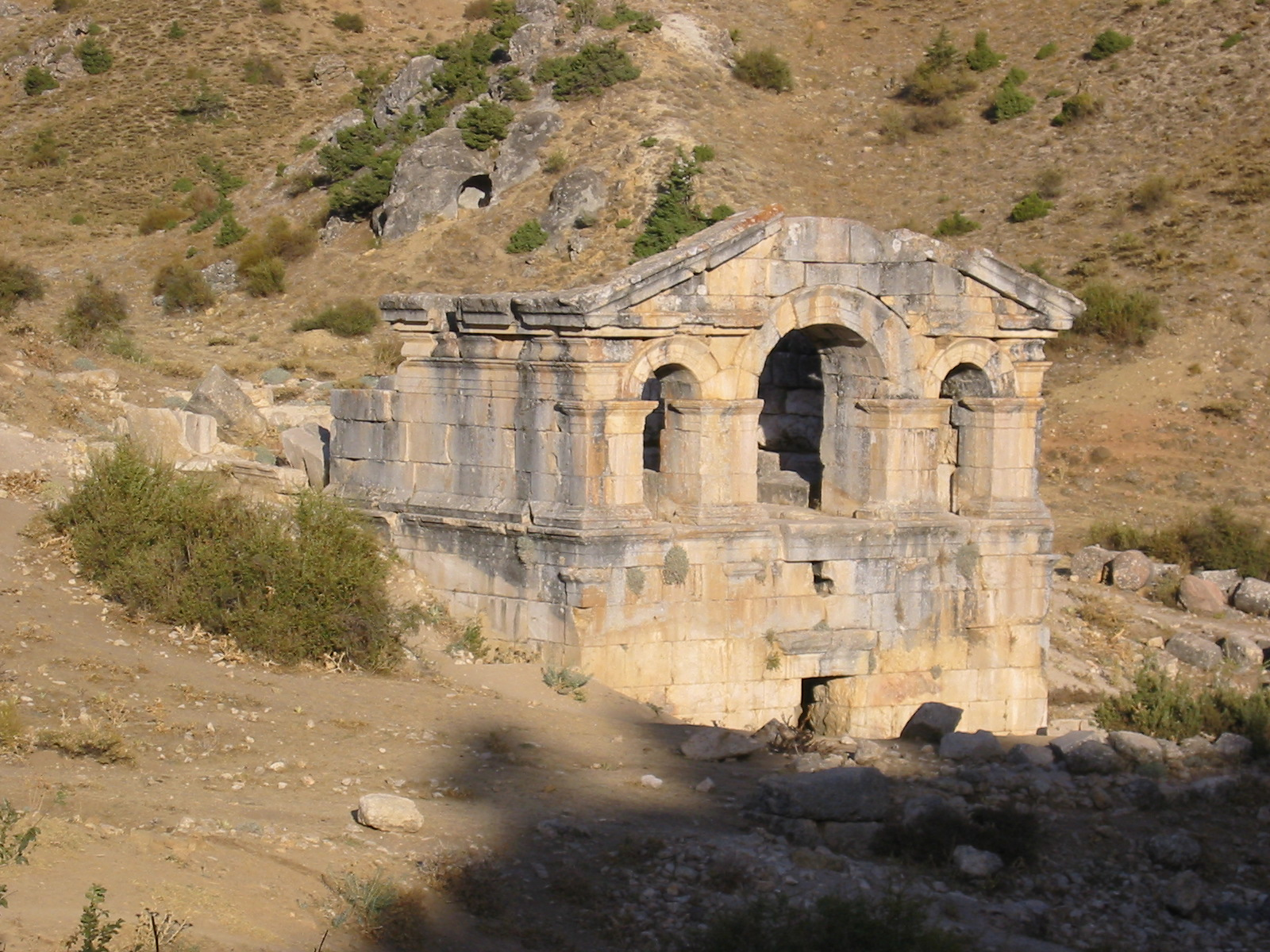
Resti del sito di Sar.

La diocesi di Comana di Armenia (in latino Dioecesis Comanena in Armenia) è una sede soppressa del patriarcato di Costantinopoli e sede titolare della Chiesa cattolica.

## Storia
Comana di Armenia, identificabile con Sar, nel distretto di Tufanbeyli in Turchia, è un'antica sede episcopale della provincia romana dell'Armenia Seconda nella diocesi civile del Ponto. Faceva parte del patriarcato di Costantinopoli ed era suffraganea dell'arcidiocesi di Melitene.
La diocesi è documentata nelle Notitiae episcopatuum del patriarcato fino al XII secolo.
Il Vetus Martyrologium Romanum, alla data del 21 luglio, ricorda il martire san Zotico: A Comana, nell'Armenia, san Zotico, vescovo e martire, che fu coronato sotto Severo. Nella sua Historia ecclesiastica Eusebio di Cesarea parla di lui come di un acerrimo nemico dei montanisti.
Il primo vescovo noto è Ambrogio, che secondo alcune liste conciliari, tra cui quella di Michele il Siro, prese parte al concilio di Nicea del 325. Lo storico Socrate segnala la presenza del vescovo Leonzio, che sottoscrisse una lettera all'imperatore Gioviano. Eraclio prese parte al concilio di Calcedonia del 451. Teodoro assistette al concilio ecumenico del 553.
Seguono due vescovi di incerta attribuzione, poiché le fonti non specificano se si tratti della sede di Comana di Armenia, oppure di Comana del Ponto: Giovanni, che sottoscrisse la lettera del metropolita Stiliano di Neocesarea contro il patriarca Fozio di Costantinopoli, indirizzata a papa Stefano V; e Teodosio, documentato da un sigillo datato al X/XI secolo.
Dal XVII secolo Comana di Armenia è annoverata tra le sedi vescovili titolari della Chiesa cattolica; dal 3 aprile 2024 il vescovo titolare è Parsegh (Manuel) Baghdassarian, I.C.P.B., vescovo ausiliare di Nostra Signora di Nareg in Glendale.

## Cronotassi

### Vescovi greci
- San Zotico †
- Ambrogio † (menzionato nel 325)
- Leonzio † (menzionato nel 363)
- Eraclio † (menzionato nel 451)
- Teodoro † (menzionato nel 553)
- Giovanni II ? † (menzionato nell'891)
- Teodosio ? † (circa X-XI secolo)

### Vescovi titolari
I vescovi di Comana di Armenia appaiono confusi con i vescovi di Comana Pontica, perché nelle fonti citate le cronotassi delle due sedi non sono distinte.
- Carlo Pinti † (5 maggio 1614 - ottobre 1616 succeduto vescovo di Nicotera)
- Charles Maigrot, M.E.P. † (20 ottobre 1696 - 22 ottobre 1696 nominato vescovo titolare di Conana)[11]
  - Louis Néez, M.E.P. † (8 ottobre 1738 - 19 ottobre 1764 deceduto) (episcopus Coemanensis)
- Franz Heinrich Wendelin von Kageneck † (19 marzo 1751 - 31 marzo 1781 deceduto)
- Matthew Gibson † (17 giugno 1780 - 19 maggio 1790 deceduto)
- Gaetano Vitolo † (29 gennaio 1798 - 1810 deceduto)
- Georg Michael Wittmann † (21 maggio 1829 - 14 marzo 1831 nominato vescovo titolare di Miletopoli)
- Antonio Larrazábal † (8 luglio 1839 - 1º dicembre 1846 deceduto)
- Casimiro Forlani † (6 maggio 1872 - 12 maggio 1879 nominato vescovo di Cattaro)
- Alessandro Paolo Spoglia † (22 settembre 1879 - 13 febbraio 1887 deceduto)
- Jean-Baptiste Chausse, S.M.A. † (12 maggio 1891 - 30 gennaio 1894 deceduto)
- Gabriele Neviani, O.F.M.Ref. † (30 marzo 1900 - 1908 deceduto)
- Bernardo Pizzorno † (29 aprile 1909 - 14 gennaio 1911 nominato vescovo di Crema)
- Raffaele Sandrelli † (3 luglio 1911 - 27 novembre 1912 deceduto)
- Adam Senger † (2 dicembre 1912 - 21 marzo 1935 deceduto)
- Grégoire-Pierre Agagianian † (11 luglio 1935 - 30 novembre 1937 nominato patriarca di Cilicia)
- Souleyman Kutchouk Ousta † (15 ottobre 1938 - 4 dicembre 1939 deceduto)
- Laurent Sahag Koguian (Kogy), C.M.Vd. † (11 dicembre 1950 - 1º aprile 1963 deceduto)
- Mesrob Terzian † (6 luglio 1963 - 14 gennaio 1971 deceduto)
- André Bedoglouyan, I.C.P.B. † (24 luglio 1971 - 13 aprile 2010 deceduto)
- Parsegh (Manuel) Baghdassarian, I.C.P.B., dal 3 aprile 2024